# وردلیت
وردلیت  (به انگلیسی: Verdelite) با فرمول شیمیایی  از مجموعه کانی هاست و خواص فیزیکی و شیمیایی وردلیت شبیه تورمالین است از کلمه لاتین viridis یعنی سبز گرفته شده‌است در اسیدها نامحلول است. ترکیب شیمیایی بسیار متغیر با انکلوزیون‌های مهمFe۳+, Mn , Ca و گاه حتی Cr , Ti , V , Li و غیره برای اولین بار در ایتالیا کشف شد و از نظر شکل بلور: رمبودودکائدر، رنگ: سبز - سبز تیره، شفافیت: شفاف - نیمه شفاف، شکستگی: صدفی - نامنظم، رخ: ناکامل - مطابق با سطح و در رده‌بندی سیلیکات است  و منشأ تشکیل آن پگماتیت است.
کاربرد آن: بریده آن به عنوان سنگ ظریف و نوعی جواهر به کار برده می‌شود.، از نظر ژیزمان بلوری - آگرگات متراکم - شعاعی - رشته‌ای کمیاب است و بیشتر در آلمان شرقی، سوئد، چک اسلواکی، آمریکا، برزیل، نامبیا، روسیه (اورال) و قزاقستان یافت می‌شود.

## منبع
- پردیس کشاورزی ایران